# Anathallis ferdinandiana
Anathallis ferdinandiana là một loài lan.

## Hình ảnh

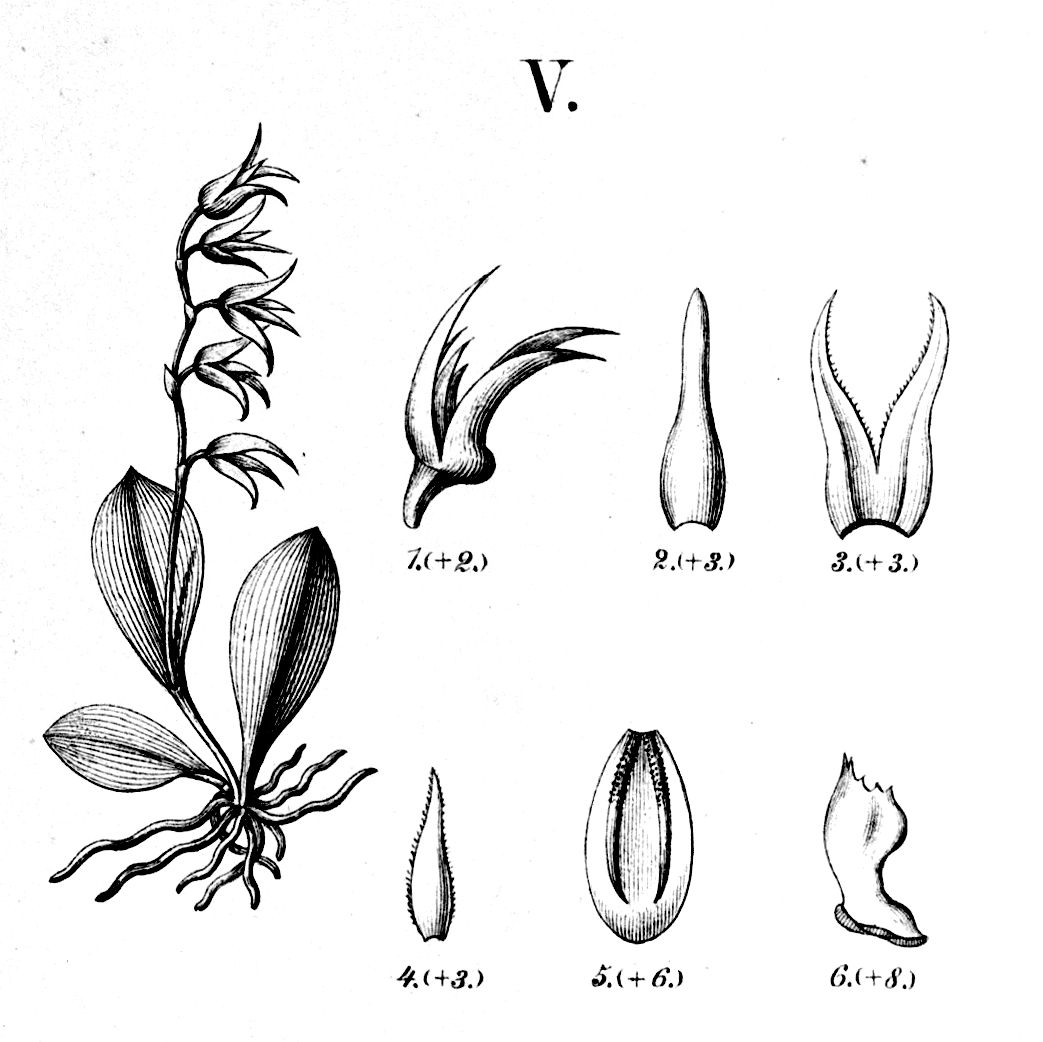
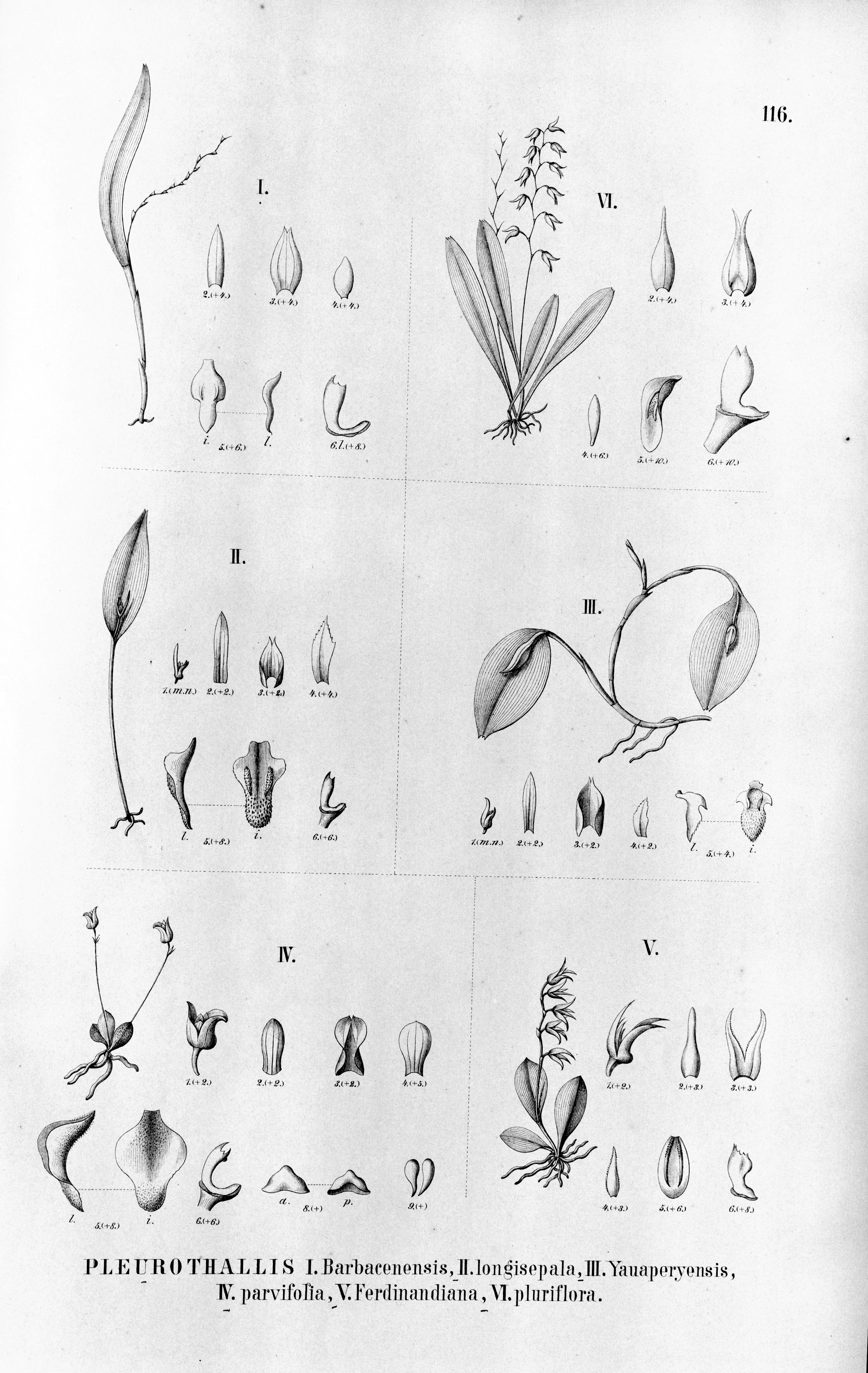